# Bulevard

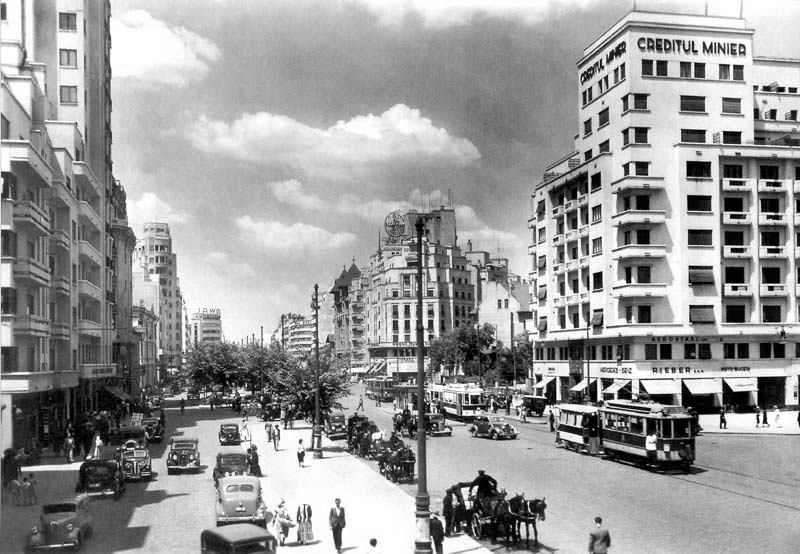
Bulevardul Magheru văzut dinspre Universitate, în perioada interbelică

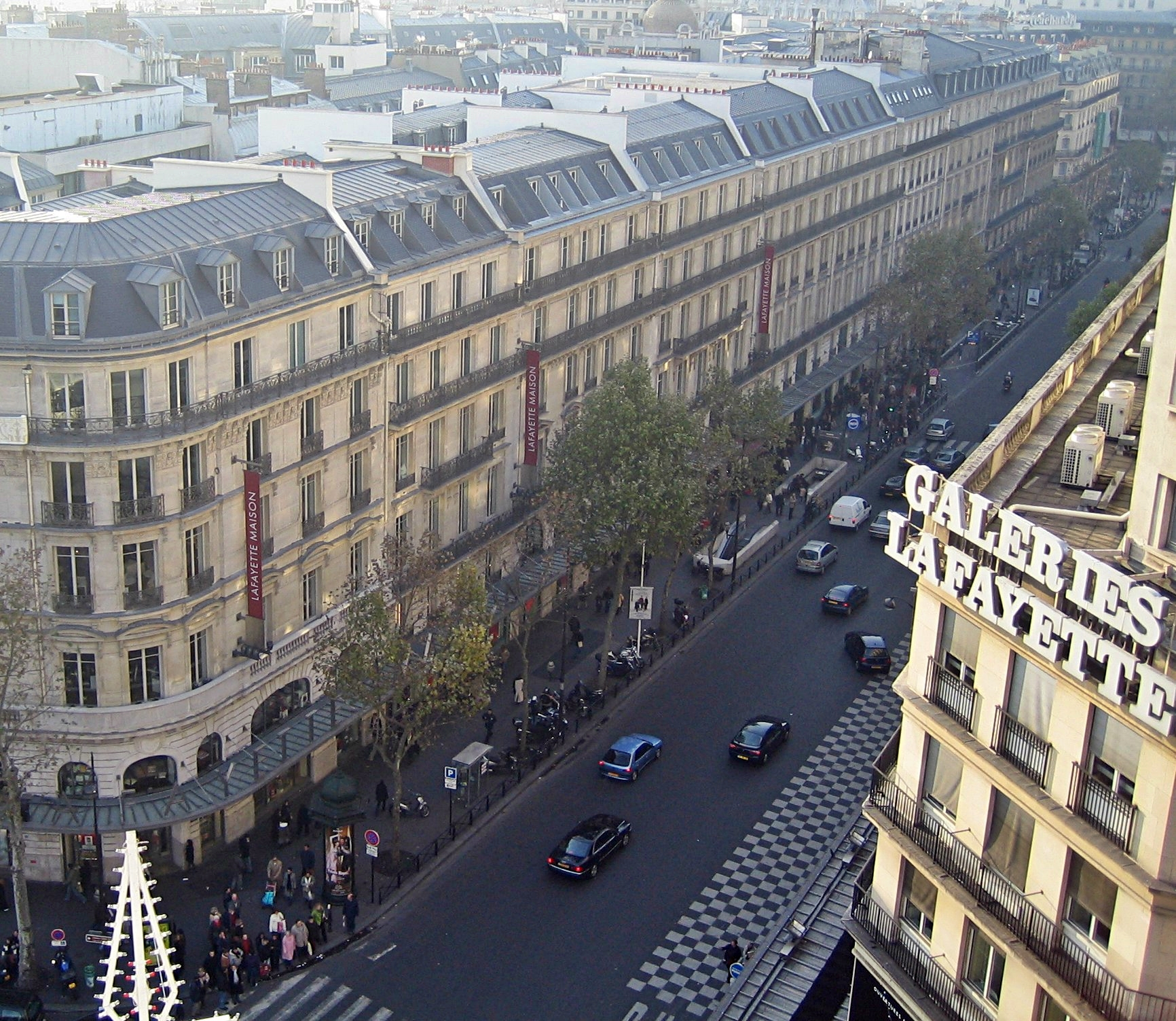
Bulevardul Haussmann din Paris, în Franța

Cuvântul bulevard (în franceză boulevard) are mai multe sensuri general acceptate.

## Etimologie
În limba română, cuvântul bulevard este împrumutat din limba franceză: boulevard. Acest termen a fost împrumutat din neerlandeză bolwerc, bolwark, cu sensul de „bastion”, „lucrări de construcție cu material din lemn (bârne, dulapi, blane)”. În anul 1495 este atestată forma boulever: „întărituri din pământ și din lemn”, „loc întărit”. Cuvântul a fost folosit cu acest sens până prin secolul al XVII-lea. Apoi a primit și sensul modern, de „loc de plimbare plantat cu arbori”, mai întâi pe amplasamentul întăriturilor demolate în secolele al XVIII-lea și al XIX-lea. Prin evoluție fonetică, s-a ajuns la forma modernă din limba franceză, boulevard.

## Accepțiuni în limba română
- Un bulevard este o întăritură umplută cu pământ, constituind partea superioară a unei fortificații (sens învechit, întâlnit, de exemplu, într-o lucrare de a lui Nicolae Bălcescu: „poruncind să ducă toate tunurile pe bulevarduri”).[3]
- Un alt sens învechit (figurat): Bulevardul este ceea ce servește la apărare și la protecție (de exemplu: „Carpații au fost bulevardul naționalității române”.[4]
- Sensul modern: Un bulevard (abreviat adesea Bd.) este, de obicei, o arteră foarte largă, dreaptă, mărginită de arbori, cu mai multe benzi; bulevardul este împărțit de o linie mediană și cu drumuri de-a lungul fiecărei părți, concepute ca benzi de deplasare lentă și de staționare / parcare, precum și benzi pentru bicicletă și benzi de utilizarea pietonală (trotuare), adesea cu o calitate peste medie a peisajului. Bulevardul este interconectat cu drumurile periferice și cu artera principală din traficul regional. Unele dintre aceste caracteristici pot lipsi.

## Articole conexe
- Stradă